# こく兄
こく兄（こくにい、1980年8月7日 -）は、日本の動画配信者である。こくじんという活動名でも知られているが、イベント等の公の場ではコンプライアンス上この活動名の使用を控えることも多い。愛知県名古屋市出身。本名は太田 勝久（おおた かつひさ）。

## 概要
若い頃はまるで不良の抗争のような雰囲気で他の地域のアーケードゲーム勢との対戦を行うことで格闘ゲームの腕前を鍛えていた。大学時代はスロット漬けで食費にも困り、月1500円の食費で腹を満たした。一時期サンシャイン牧場をやり込み、金もないのに山ほど課金していた。
ストリートファイターIIIの強豪プレイヤーとして有名であり、トップクラスのダッドリー使いとして名を馳せた。闘劇への出場経験がある。梅原大吾に対戦で勝利した際に発した「そういうゲームじゃねえからこれ！」という発言は対戦型格闘ゲーム界隈では広く知られている。
2025年5月現在はYouTubeやTwitchでストリーマーとして活動しており、REJECTの格闘ゲームタイトル総合プロデューサー及び格闘ゲーム部門メンバーとしても活動している。

## 来歴

### 2023年
- 4月5日、REJECTの格闘ゲーム部門に格闘ゲームタイトル総合プロデューサー及びメンバーとして加入する[5]。
- 9月16日、格闘ゲーム部門プロデューサーに注力するためにREVIZEを脱退する[7]。